# Katharine Susannah Prichard
Katharine Susannah Prichard (Levuka, 4 dicembre 1883 – Greenmount, 2 ottobre 1969) è stata una scrittrice australiana.

## Biografia
Figlia di Tom Prichard, curatore del Fiji Times, crebbe tra la Tasmania e Melbourne. Dopo gli studi al South Melbourne College, dove ebbe come docente il poeta John Bernard O'Hara, lavorò come istitutrice nella Contea di South Gippsland e nel Nuovo Galles del Sud, per poi tornare a Melbourne, dove frequentò i corsi di letteratura inglese di Walter Murdoch. Nel 1908 si recò a Londra in qualità di giornalista freelancer per l'Herald di Melbourne, con il quale collaborò per due anni scrivendo articoli rivolti alle donne, dopodiché intraprese la carriera di scrittrice in Inghilterra. Nel 1915 pubblicò il suo primo romanzo intitolato The Pioneers, il quale vinse la selezione coloniale del concorso letterario Hodder & Stoughton e sul quale si basano due adattamenti cinematografici australiani (1916 e 1926). Seguì il romanzo Windlestraws, simile al precedente nella trama e nella caratterizzazione artificiosa, che tratta di una storia d'amore tra un nobile russo impoverito e una ballerina.
Tornata in Australia, nel 1919 sposò Hugo Throssell e si interessò alla politica, fondando nel 1920 il Partito Comunista dell'Australia. L'opera The New Order (1919) è uno dei tanti opuscoli a tema politico che produsse. Nel 1934 pubblicò il libro The Real Russia, dove racconta le sue esperienze in un viaggio in Unione Sovietica. Insieme a Cecilia Moore Shelley fondò la Unemployed Women and Girls' Association di Perth, poi nel 1938 fondò il Modern Women's Club dopo che il Partito Laburista aveva escluso le donne dal movimento contro la guerra e il fascismo. Fu fondatrice della sezione dell'Australia Occidentale della Fellowship of Australian Writers (FAW), grazie alla quale ricevette una candidatura al Premio Nobel.
Nel 1921 pubblicò Black Opal, uno studio sulla comunità di minatori di opale di Fallen Star Ridge caratterizzata dalla proprietà indipendente delle miniere che rifiuta il modello capitalista. Nel 1926 scrisse una delle opere più note, ovvero Working Bulloks, dove affronta il tema dell'alienazione dell'operaio nell'industria del legname. Seguì il romanzo Coonardoo, considerato il primo ritratto realistico e dettagliato di un aborigeno, che le valse il premio letterario del Bulletin nel 1928. Pubblicò altri romanzi come Haxby's Circus (1930), con protagonisti due circensi con difetti fisici, Intimate Strangers (1937), uno studio psicologico sulla crisi matrimoniale dei coniugi Blackwood, il romanzo d'avventura Moon of Desire (1941) e una trilogia sulle estrazioni dell'oro (The Roaring Nineties, Golden Miles e Winged Seeds). Del 1967 è il suo ultimo romanzo Subtle Flame, con protagonista un editore che, in seguito a una crisi personale e politica durante il periodo della guerra di Corea, decide di battersi per il disarmo nucleare.
Prichard fu anche autrice di racconti brevi pubblicati in Kiss on the Lips (1932), Potch and Colour (1944), N'Goola (1959), On Strenuous Wings (1965) e in Happiness (1967), nonché di due volumi di poesie, ovvero Clovelly Verses (1913) e The Earth Lover (1932). Scrisse infine diverse opere teatrali, tra cui Brumby Innes (1940) e Bid Me to Love (pubblicato postumo nel 1974).